# Glazbenik
Glazbenik ili glazbenica, osoba je koja stvara ili izvodi glazbu.
Prema načinu rada tj. bavljenja glazbom postoje:
Stvaranje
- aranžer
- glazbeni producent
- kantautor
- skladatelj

Izvođenje
- crkveni glazbenik
- dirigent
- pjevač
- svirač (multiinstrumentalist, korepetitor)
- zborovoditelj (kapel-majstor, regens chori)

Glazbena pedagogija
- nastavnik